# 마타리
마타리(Patrinia scabiosaefolia)는 여러해살이풀로서 뿌리줄기에서 곧게 뻗어나오는 줄기는 150cm 정도이며, 밑부분을 제외하면 거의 털이 없다. 잎은 깃꼴로 깊이 갈라져 있으며 마주난다. 꽃은 노란색으로, 늦여름에서 가을에 걸쳐 가지 끝에 여러 개가 모여 달린다. 식물 전체를 어혈이나 염증 치료에 쓰며 어린잎은 나물로 먹는다. 주로 양지바른 산이나 들에서 자라며, 동아시아의 온대에 걸쳐 널리 분포한다.

## 재배 및 관리
물이 잘 빠지고 부식질이 풍부한 사질양토에서 잘 자란다. 양지바른 곳에 심고 흙이 너무 마르지 않도록 관리한다. 어떤 환경에서든 비교적 잘 자라고 옮겨심기도 쉽다. 키가 크게 자라는데, 작게 키우려면 7월경 아래쪽 잎 4~5장을 남기고 줄기를 잘라주면 새로 나오는 여러개의 눈에서 새 가지가 자라 꽃이 많이 핀다.